# Cantó de Chemillé
El cantó de Chemillé és una antiga divisió administrativa francesa del departament de Maine i Loira, situat al districte de Cholet. Té 9 municipis i el cap es Chemillé-Melay. A partir d'abril de 2015, és integrat al nou cantó de Chemillé-Melay.

## Municipis
- Chemillé-Melay
- La Chapelle-Rousselin
- Cossé-d'Anjou
- La Jumellière
- Neuvy-en-Mauges
- Saint-Georges-des-Gardes
- Saint-Lézin
- Sainte-Christine
- La Tourlandry

## Història
| Data d'elecció                           | Identitat          | Partit                                              | Qualitat |
| ---------------------------------------- | ------------------ | --------------------------------------------------- | -------- |
| 1945-1958                                | Joseph Barbary     | Divers droite, després RPF, després MRP, després RS |          |
| 1958-1976                                | Hubert de Polignac | Divers droite                                       |          |
| 1976-1994                                | Jean Chalopin      | UDR, després RPR                                    |          |
| 1994-2001                                | André Rochard      | Divers droite                                       |          |
| 2001-2015                                | Michel Mignard     | UMP                                                 |          |
| les dades anteriors no són pas conegudes |                    |                                                     |          |
|                                          |                    |                                                     |          |

## Demografia
| A partir de 1990: Població sense dobles comptes |